# Peugeot Type 5
Peugeot Type 5 был построен специально для участия в автосоревнованиях. В первом же из них, гонке по маршруту Париж — Бордо — Париж, Type 5 одержал победу.
Мотор Peugeot Type 5 работал по принципу внутреннего сгорания, имел объем в 0,56 литра и мог разгонять экипаж до 18 км/ч.